# ISO 233-3
La norme ISO 233-3 est une norme de translittération du persan écrit avec l’alphabet arabe en caractères de l’alphabet latin, destinée à faciliter le traitement de l’information bibliographique (catalogues, index, références). Une première version est publiée en 1999 et une version révisée est publiée en 2023.

## Translittération
| Caractères arabo-persans | Caractères arabo-persans | Caractères latins (1999) | Caractères latins (1999) | Caractères latins (2023) | Caractères latins (2023) |
| Lettres                  | Codages                  | Lettres                  | Codages                  | Lettres                  | Codages                  |
| ------------------------ | ------------------------ | ------------------------ | ------------------------ | ------------------------ | ------------------------ |
| ا                        | U+0627                   | â                        | U+00E2                   | ā                        | U+0101                   |
| ب                        | U+0628                   | b                        | U+0062                   | b                        | U+0062                   |
| پ                        | U+067E                   | p                        | U+0070                   | p                        | U+0070                   |
| ت                        | U+062A                   | t                        | U+074                    | t                        | U+074                    |
| ث                        | U+062B                   | s̱                        | U+0073, U+0331           | s̱                        | U+0073, U+0331           |
| ج                        | U+062C                   | j                        | U+006A                   | j                        | U+006A                   |
| چ                        | U+0686                   | č                        | U+010D                   | č                        | U+010D                   |
| ح                        | U+062D                   | ḥ                        | U+1E25                   | ḥ                        | U+1E25                   |
| خ                        | U+062E                   | ḵ                        | U+1E35                   | x                        | U+0078                   |
| د                        | U+062F                   | d                        | U+0064                   | d                        | U+0064                   |
| ذ                        | U+0630                   | ẕ                        | U+1E95                   | ẕ                        | U+1E95                   |
| ر                        | U+0631                   | r                        | U+0072                   | r                        | U+0072                   |
| ز                        | U+0632                   | z                        | U+007A                   | z                        | U+007A                   |
| ژ                        | U+0698                   | ž                        | U+017E                   | ž                        | U+017E                   |
| س                        | U+0633                   | s                        | U+0073                   | s                        | U+0073                   |
| ش                        | U+0634                   | š                        | U+0161                   | š                        | U+0161                   |
| ص                        | U+0635                   | ṣ                        | U+1E63                   | ṣ                        | U+1E63                   |
| ض                        | U+0636                   | ż                        | U+017C                   | z̤                        | U+007A, U+0324           |
| ط                        | U+0637                   | ṭ                        | U+1E6D                   | ṭ                        | U+1E6D                   |
| ظ                        | U+0638                   | z                        | U+007A                   | ẓ                        | U+1E93                   |
| ع                        | U+0639                   | ʻ                        | U+02BB                   | ʻ                        | U+02BB                   |
| غ                        | U+063A                   | ġ                        | U+0121                   | ġ                        | U+0121                   |
| ف                        | U+0641                   | f                        | U+0066                   | f                        | U+0066                   |
| ق                        | U+0642                   | q                        | U+0071                   | q                        | U+0071                   |
| ک                        | U+06A9                   | k                        | U+006B                   | k                        | U+006B                   |
| گ                        | U+064F                   | g                        | U+0067                   | g                        | U+0067                   |
| ل                        | U+0644                   | l                        | U+006C                   | l                        | U+006C                   |
| م                        | U+0645                   | m                        | U+006D                   | m                        | U+006D                   |
| ن                        | U+0646                   | n                        | U+006E                   | n                        | U+006E                   |
| و                        | U+0648                   | v                        | U+0076                   | v                        | U+0076                   |
| ه                        | U+0647                   | h                        | U+0068                   | h                        | U+0068                   |
| ی                        | U+06CC                   | y                        | U+0079                   | y                        | U+0079                   |

| Caractères arabo-persans | Caractères arabo-persans | Caractères latins (1999) | Caractères latins (1999) | Caractères latins (2023) | Caractères latins (2023) |
| Lettres                  | Codages                  | Lettres                  | Codages                  | Lettres                  | Codages                  |
| ------------------------ | ------------------------ | ------------------------ | ------------------------ | ------------------------ | ------------------------ |
| آ                        | U+0622                   | â                        | U+00E2                   | â                        | U+00E2                   |
| َ                         | U+064E                   | a                        | U+0061                   | a                        | U+0061                   |
| ُ                         | U+064F                   | o                        | U+006F                   | o                        | U+006F                   |
| ِ                         | U+0650                   | e                        | U+0065                   | e                        | U+0065                   |

| Caractères arabo-persans | Caractères arabo-persans | Caractères latins (1999)     | Caractères latins (1999) | Caractères latins (2023) | Caractères latins (2023) |
| Signes                   | Codages                  | Signes                       | Codages                  | Signes                   | Codages                  |
| ------------------------ | ------------------------ | ---------------------------- | ------------------------ | ------------------------ | ------------------------ |
| ّ                         | U+0651                   | doubles consonnes soulignées |                          | ʺ                        | U+02BA                   |
| ً                         | U+064B                   | ˝                            |                          | ã                        | U+00E3                   |
| ٍ                         | U+064D                   |                              |                          | ẽ                        | U+1EBD                   |
| ٌ                         | U+064C                   |                              |                          | õ                        | U+00F5                   |

| Caractères arabo-persans | Caractères arabo-persans | Caractères latins (1999) | Caractères latins (1999) | Caractères latins (2023) | Caractères latins (2023) |
| Signes                   | Codages                  | Signes                   | Codages                  | Signes                   | Codages                  |
| ------------------------ | ------------------------ | ------------------------ | ------------------------ | ------------------------ | ------------------------ |
| ء                        | U+0621                   | ʼ                        | U+02BC                   | ʼ                        | U+02BC                   |
| أ                        | U+0623                   | âʼ                       | U+00E2, U+02BC           | āʼ                       | U+0101, U+02BC           |
| ؤ                        | U+0624                   | vʼ                       | U+0076, U+02BC           | vʼ                       | U+0076, U+02BC           |
| ئ                        | U+0626                   | yʼ                       | U+0079, U+02BC           | yʼ                       | U+0079, U+02BC           |

| Caractères arabo-persans | Caractères arabo-persans | Caractères latins (1999) | Caractères latins (1999) | Caractères latins (2023) | Caractères latins (2023) |
| Signes                   | Codages                  | Signes                   | Codages                  | Signes                   | Codages                  |
| ------------------------ | ------------------------ | ------------------------ | ------------------------ | ------------------------ | ------------------------ |
| هٔ                        | U+0647, U+0654           |                          |                          | hʼ                       | U+0068, U+02BC           |

| Caractères arabo-persans | Caractères arabo-persans | Caractères latins (1999) | Caractères latins (1999) | Caractères latins (2023) | Caractères latins (2023) |
| Signes                   | Codages                  | Signes                   | Codages                  | Signes                   | Codages                  |
| ------------------------ | ------------------------ | ------------------------ | ------------------------ | ------------------------ | ------------------------ |
| ،                        | U+060C                   | ,                        | U+002C                   | ,                        | U+002C                   |
| ؛                        | U+061B                   | ;                        | U+003B                   | ;                        | U+003B                   |
| ؟                        | U+061F                   | ?                        | U+003F                   | ?                        | U+003F                   |
| .                        | U+002E                   | .                        | U+002E                   | .                        | U+002E                   |